# یاسیونا (استان اشوی‌داشکسیه)
یاسیونا (به لهستانی: Jasionna) یک منطقهٔ مسکونی در لهستان است که در گمینا یندژیوو واقع شده‌است.